# مايك هولت
مايك هولت (بالإنجليزية: Mike Holt)‏ (15 سبتمبر 1931 ببريتوريا في جنوب أفريقيا - 19 يوليو 2008) هو ملاكم جنوب أفريقي، صنّف ضمن فئة الوزن الثقيل الخفيف ‏ ووزن ثقيل والوزن المتوسط.

## إحصائيات
خاض خلال مسيرته 77 نزالا، تعادل في 4 .

## روابط خارجية
- مايك هولت على موقع IMDb (الإنجليزية)
- مايك هولت على موقع بوكس ريك (الإنجليزية) (registration required)